# Torneo Verano 1997 (México)
El Torneo de Verano 1997 fue la edición LVII del campeonato de liga de la Primera División del fútbol mexicano; Se trató del segundo torneo corto, luego del cambio de formato de competencia, con el que se cerró la temporada 1996-97. El torneo comenzó el 11 de enero de 1997 con el partido entre Toluca y Puebla.

## Formato de competencia
Los 18 equipos participantes se dividen en 4 grupos, dos de cinco integrantes y dos de cuatro. Juegan todos contra todos a una sola ronda, por lo que cada equipo jugó 17 partidos. Al finalizar la temporada regular califican a la liguilla los 2 primeros lugares de cada grupo; si hubiera 1 o 2 clubes (no ubicados en esos dos primeros puestos) de un sector, con mejor desempeño estadístico que algún líder o sublíder de otro grupo, estos se medirán en la fase de reclasificación o repechaje en duelos a eliminación directa.

### Fase de calificación
En la fase de calificación participan los 18 clubes de la primera división profesional jugando todos contra todos durante las 17 jornadas respectivas, a un solo partido. Se observará el sistema de puntos. La ubicación en la tabla general está sujeta a lo siguiente:
1. Por juego ganado se obtendrán tres puntos.
2. Por juego empatado se obtendrá un punto.
3. Por juego perdido no se otorgan puntos.

El orden de los clubes al final de la Fase de Calificación del torneo corresponderá a la suma de los puntos obtenidos por cada uno de ellos y se presentará en forma descendente. Si al finalizar las 17 jornadas del torneo, dos o más clubes estuviesen empatados en puntos, su posición en la Tabla General será determinada atendiendo a los siguientes criterios de desempate:
1. Mejor diferencia entre los goles anotados y recibidos
2. Mayor número de goles anotados
3. Marcadores particulares entre los clubes empatados
4. Mayor número de goles anotados como visitante
5. Mejor ubicación en la Tabla General de Cocientes
6. Tabla Fair Play
7. Sorteo

### Fase final
Califican a la liguilla los 2 primeros lugares de cada grupo; si hubiera 1 o 2 clubes (no ubicados en esos dos primeros puestos) de un sector, con mejor desempeño estadístico que algún líder o sublider de otro grupo, estos se medirán en la fase de reclasificación o repechaje en duelos a eliminación directa.
1.º vs 8.º 

2.º vs 7.º 

3.º vs 6.º 

4.º vs 5.º
En semifinales participarán los cuatro clubes vencedores de cuartos de final, reubicándolos del uno al cuatro, de acuerdo a su mejor posición en la Tabla General de Clasificación al término de la jornada 17, enfrentándose 1.º vs 4.º y 2.º vs 3.º.
Disputarán el título de Campeón del Torneo Verano 1997 los dos clubes vencedores de la fase semifinal.
Todos los partidos de esta fase serán en formato de ida y vuelta, eligiendo siempre el club que haya quedado mejor ubicado en la Tabla General de Clasificación el horario de su partido como local. El criterio usado para definir una clasificación en las rondas de reclasificación, cuartos de final y semifinales en caso de empate global será otorgar esta al equipo con mejor posición en la tabla general al final de la fase regular. En cuanto a la final, un empate global luego del juego de vuelta, será dirimido con dos tiempos extras de 15 minutos cada uno, contando con la posibilidad del gol de oro, y posteriormente tiros desde el punto penal, hasta que se produjera un ganador.

## Equipos por entidad federativa
Para la temporada 1996-1997, la entidad federativa de la República Mexicana con más equipos profesionales en la Primera División fue la Ciudad de México con 5, seguida de Jalisco con 3, Guanajuato, y el Estado de México con 2.
| Santos Monterrey Morelia Atlas Guadalajara U.A.G León Celaya Necaxa Puebla Toluca Neza América Cruz Azul UNAM Pachuca Atlante Veracruz | \| Entidad Federativa \| N.º \| Equipos \| \| ------------------ \| --- \| ------------------------------------------ \| \| Distrito Federal \| 5 \| América, Cruz Azul, UNAM, Atlante y Necaxa \| \| Jalisco \| 3 \| Atlas, Tecos y Guadalajara \| \| Guanajuato \| 2 \| León y Celaya \| \| Estado de México \| 2 \| Toluca y Toros Neza \| \| Coahuila \| 1 \| Santos \| \| Nuevo León \| 1 \| Monterrey \| \| Michoacán \| 1 \| Morelia \| \| Puebla \| 1 \| Puebla \| \| Hidalgo \| 1 \| Pachuca \| \| Veracruz \| 1 \| Veracruz \| |                                            |
| Entidad Federativa | N.º | Equipos                                    |
| Distrito Federal | 5 | América, Cruz Azul, UNAM, Atlante y Necaxa |
| Jalisco | 3 | Atlas, Tecos y Guadalajara                 |
| Guanajuato | 2 | León y Celaya                              |
| Estado de México | 2 | Toluca y Toros Neza                        |
| Coahuila | 1 | Santos                                     |
| Nuevo León | 1 | Monterrey                                  |
| Michoacán | 1 | Morelia                                    |
| Puebla | 1 | Puebla                                     |
| Hidalgo | 1 | Pachuca                                    |
| Veracruz | 1 | Veracruz                                   |

## Información de los equipos
| Equipo      | Ciudad                                  | Estadio                | Capacidad |
| ----------- | --------------------------------------- | ---------------------- | --------- |
| América     | México, D. F.                           | Guillermo Cañedo       | 114,000   |
| Atlante     | México, D.F.                            | Guillermo Cañedo       | 114,600   |
| Atlas       | Guadalajara, Jalisco                    | Jalisco                | 56,000    |
| Celaya      | Celaya, Guanajuato                      | Miguel Alemán Valdés   | 23,000    |
| Cruz Azul   | México, D. F.                           | Azul                   | 110,000   |
| Guadalajara | Guadalajara, Jalisco                    | Jalisco                | 56 000    |
| León        | León, Guanajuato                        | Nou Camp               | 30 000    |
| Monterrey   | Monterrey, Nuevo León                   | Tecnológico            | 38 000    |
| A. Morelia  | Morelia, Michoacán                      | Morelos                | 39,000    |
| Necaxa      | México, D. F.                           | Guillermo Cañedo       | 114 600   |
| Pachuca     | Pachuca, Hidalgo                        | Hidalgo                | 30 000    |
| Puebla      | Puebla, Puebla                          | Cuauhtémoc             | 36 000    |
| Santos      | Torreón, Coahuila                       | Corona                 | 18,000    |
| Tecos       | Zapopan, Jalisco                        | Tres de Marzo          | 25,000    |
| Toluca      | Toluca, Estado de México                | La Bombonera           | 27,000    |
| Toros Neza  | Ciudad Nezahualcóyotl, Estado de México | Neza 86                | 30 000    |
| UNAM        | México, D. F.                           | Olímpico Universitario | 66 000    |
| Veracruz    | Veracruz, Veracruz                      | Luis Pirata Fuente     | 30 000    |

## Tabla general
| Pos. | Equipo           | Pts. | PJ | G  | E | P  | GF | GC | Dif. | Clasificación                   |
| ---- | ---------------- | ---- | -- | -- | - | -- | -- | -- | ---- | ------------------------------- |
| 1    | América          | 37   | 17 | 11 | 4 | 2  | 27 | 12 | +15  | Cuartos de final de la liguilla |
| 2    | Guadalajara (C)  | 34   | 17 | 9  | 7 | 1  | 27 | 16 | +11  | Cuartos de final de la liguilla |
| 3    | Toros Neza       | 30   | 17 | 9  | 3 | 5  | 40 | 32 | +8   | Cuartos de final de la liguilla |
| 4    | Necaxa           | 28   | 17 | 8  | 4 | 5  | 33 | 20 | +13  | Cuartos de final de la liguilla |
| 5    | Atlante          | 28   | 17 | 8  | 4 | 5  | 23 | 19 | +4   | Cuartos de final de la liguilla |
| 6    | UNAM             | 27   | 17 | 8  | 3 | 6  | 25 | 26 | −1   | Cuartos de final de la liguilla |
| 7    | Santos           | 26   | 17 | 8  | 2 | 7  | 27 | 28 | −1   | Cuartos de final de la liguilla |
| 8    | Atlético Morelia | 25   | 17 | 6  | 7 | 4  | 26 | 23 | +3   | Reclasificación a liguilla      |
| 9    | Cruz Azul        | 25   | 17 | 7  | 4 | 6  | 21 | 24 | −3   |                                 |
| 10   | León             | 23   | 17 | 5  | 8 | 4  | 21 | 18 | +3   |                                 |
| 11   | Toluca           | 21   | 17 | 5  | 6 | 6  | 26 | 21 | +5   |                                 |
| 12   | Tecos UAG        | 20   | 17 | 5  | 5 | 7  | 26 | 24 | +2   | Reclasificación a liguilla      |
| 13   | Puebla           | 20   | 17 | 4  | 8 | 5  | 15 | 18 | −3   |                                 |
| 14   | Monterrey        | 18   | 17 | 5  | 3 | 9  | 25 | 38 | −13  |                                 |
| 15   | Pachuca (D)      | 17   | 17 | 5  | 2 | 10 | 24 | 32 | −8   | Descenso de categoría           |
| 16   | Atlas            | 16   | 17 | 4  | 4 | 9  | 23 | 39 | −16  |                                 |
| 17   | Atlético Celaya  | 12   | 17 | 2  | 6 | 9  | 20 | 28 | −8   |                                 |
| 18   | Veracruz         | 10   | 17 | 2  | 4 | 11 | 17 | 31 | −14  |                                 |

 Fuente: [cita requerida]

### Grupos

#### Grupo 1
| Pos. | Equipo     | Pts. | PJ | G | E | P  | GF | GC | Dif. | Clasificación                   |
| ---- | ---------- | ---- | -- | - | - | -- | -- | -- | ---- | ------------------------------- |
| 1    | Toros Neza | 30   | 17 | 9 | 3 | 5  | 40 | 32 | +8   | Cuartos de final de la liguilla |
| 2    | Atlante    | 28   | 17 | 8 | 4 | 5  | 23 | 19 | +4   | Cuartos de final de la liguilla |
| 3    | Cruz Azul  | 25   | 17 | 7 | 4 | 6  | 21 | 24 | −3   |                                 |
| 4    | Puebla     | 20   | 17 | 4 | 8 | 5  | 15 | 18 | −3   |                                 |
| 5    | Veracruz   | 10   | 17 | 2 | 4 | 11 | 17 | 31 | −14  |                                 |

 Fuente: [cita requerida]

#### Grupo 2
| Pos. | Equipo           | Pts. | PJ | G  | E | P  | GF | GC | Dif. | Clasificación                   |
| ---- | ---------------- | ---- | -- | -- | - | -- | -- | -- | ---- | ------------------------------- |
| 1    | América          | 37   | 17 | 11 | 4 | 2  | 27 | 12 | +15  | Cuartos de final de la liguilla |
| 2    | Necaxa           | 28   | 17 | 8  | 4 | 5  | 33 | 20 | +13  | Cuartos de final de la liguilla |
| 3    | Atlético Morelia | 25   | 17 | 6  | 7 | 4  | 26 | 23 | +3   | Reclasificación a liguilla      |
| 4    | León             | 23   | 17 | 5  | 8 | 4  | 21 | 18 | +3   |                                 |
| 5    | Pachuca (D)      | 17   | 17 | 5  | 2 | 10 | 24 | 32 | −8   | Descenso de categoría           |

 Fuente: [cita requerida]

#### Grupo 3
| Pos. | Equipo          | Pts. | PJ | G | E | P | GF | GC | Dif. | Clasificación                   |
| ---- | --------------- | ---- | -- | - | - | - | -- | -- | ---- | ------------------------------- |
| 1    | Guadalajara (C) | 34   | 17 | 9 | 7 | 1 | 27 | 16 | +11  | Cuartos de final de la liguilla |
| 2    | UNAM            | 27   | 17 | 8 | 3 | 6 | 25 | 26 | −1   | Cuartos de final de la liguilla |
| 3    | Toluca          | 21   | 17 | 5 | 6 | 6 | 26 | 21 | +5   |                                 |
| 4    | Atlas           | 16   | 17 | 4 | 4 | 9 | 23 | 39 | −16  |                                 |

 Fuente: [cita requerida]

#### Grupo 4
| Pos. | Equipo          | Pts. | PJ | G | E | P | GF | GC | Dif. | Clasificación                   |
| ---- | --------------- | ---- | -- | - | - | - | -- | -- | ---- | ------------------------------- |
| 1    | Santos          | 26   | 17 | 8 | 2 | 7 | 27 | 28 | −1   | Cuartos de final de la liguilla |
| 2    | Tecos UAG       | 20   | 17 | 5 | 5 | 7 | 26 | 24 | +2   | Reclasificación a liguilla      |
| 3    | Monterrey       | 18   | 17 | 5 | 3 | 9 | 25 | 38 | −13  |                                 |
| 4    | Atlético Celaya | 12   | 17 | 2 | 6 | 9 | 20 | 28 | −8   |                                 |

 Fuente: [cita requerida]

## Torneo regular

### Resultados
| Toluca     | 0 - 0 | Puebla      | Nemesio Diez           | 11 de enero  | 15:00 |
| Veracruz   | 2 - 1 | Atlante     | Luis "Pirata" Fuente   | 11 de enero  | 16:00 |
| Necaxa     | 2 - 1 | Pachuca     | Azteca                 | 11 de enero  | 17:00 |
| Monterrey  | 1 - 0 | Celaya      | Tecnológico            | 11 de enero  | 17:00 |
| León       | 0 - 0 | Morelia     | León                   | 11 de enero  | 20:15 |
| Atlas      | 6 - 4 | Tecos       | Jalisco                | 11 de enero  | 20:45 |
| UNAM       | 2 - 1 | Guadalajara | Olímpico Universitario | 12 de enero  | 12:00 |
| América    | 2 - 1 | Santos      | Azteca                 | 13 de enero  | 20:45 |
| Toros Neza | 1 - 2 | Cruz Azul   | Neza 86                | 5 de febrero | 15:00 |

| Celaya      | 1 - 1 | Veracruz   | Miguel Alemán Valdés | 18 de enero | 19:00 |
| Puebla      | 1 - 1 | Toros Neza | Cuauhtémoc           | 18 de enero | 19:00 |
| Morelia     | 1 - 1 | América    | Morelos              | 19 de enero | 12:00 |
| Pachuca     | 1 - 0 | Atlas      | Hidalgo              | 19 de enero | 12:00 |
| Santos      | 1 - 2 | Monterrey  | Corona               | 19 de enero | 16:00 |
| Atlante     | 1 - 1 | Necaxa     | Azteca               | 28 de enero | 20:45 |
| Tecos       | 1 - 1 | Toluca     | 3 de Marzo           | 29 de enero | 20:30 |
| Cruz Azul   | 0 - 1 | UNAM       | Azul                 | 29 de enero | 20:45 |
| Guadalajara | 1 - 1 | León       | Jalisco              | 30 de enero | 20:45 |

| UNAM       | 1 - 1 | Puebla      | Olímpico Universitario | 24 de enero | 18:00 |
| Toluca     | 1 - 1 | Pachuca     | Nemesio Diez           | 25 de enero | 15:00 |
| Veracruz   | 1 - 0 | Monterrey   | Luis "Pirata" Fuente   | 25 de enero | 16:00 |
| Necaxa     | 2 - 1 | Celaya      | Azteca                 | 25 de enero | 17:00 |
| León       | 3 - 0 | Cruz Azul   | León                   | 25 de enero | 20:15 |
| Atlas      | 2 - 0 | Atlante     | Jalisco                | 25 de enero | 20:45 |
| Morelia    | 2 - 2 | Santos      | Morelos                | 26 de enero | 12:00 |
| Toros Neza | 3 - 2 | Tecos       | Neza 86                | 26 de enero | 15:00 |
| América    | 0 - 0 | Guadalajara | Azteca                 | 27 de enero | 12:00 |

| Monterrey   | 3 - 2 | Necaxa     | Tecnológico          | 1 de febrero | 17:00 |
| Cruz Azul   | 2 - 1 | América    | Azul                 | 1 de febrero | 17:00 |
| Celaya      | 3 - 0 | Atlas      | Miguel Alemán Valdés | 1 de febrero | 20:15 |
| Tecos       | 2 - 2 | UNAM       | 3 de marzo           | 1 de febrero | 20:30 |
| Pachuca     | 4 - 1 | Toros Neza | Hidalgo              | 2 de febrero | 12:00 |
| Guadalajara | 2 - 1 | Morelia    | Jalisco              | 2 de febrero | 12:00 |
| Atlante     | 3 - 2 | Toluca     | Azteca               | 2 de febrero | 12:00 |
| Puebla      | 1 - 1 | León       | Cuauhtémoc           | 2 de febrero | 12:00 |
| Santos      | 2 - 0 | Veracruz   | Corona               | 2 de febrero | 16:00 |

| Necaxa      | 4 - 0 | Veracruz  | Azteca                 | 7 de febrero  | 20:00 |
| Toluca      | 2 - 0 | Celaya    | Nemesio Diez           | 8 de febrero  | 15:00 |
| León        | 1 - 0 | Tecos     | León                   | 8 de febrero  | 20:15 |
| América     | 2 - 0 | Puebla    | Azteca                 | 8 de febrero  | 20:45 |
| Atlas       | 3 - 3 | Monterrey | Jalisco                | 8 de febrero  | 20:45 |
| UNAM        | 2 - 1 | Pachuca   | Olímpico Universitario | 9 de febrero  | 12:00 |
| Guadalajara | 1 - 1 | Santos    | Jalisco                | 9 de febrero  | 12:00 |
| Toros Neza  | 1 - 2 | Atlante   | Neza 86                | 9 de febrero  | 15:00 |
| Morelia     | 1 - 0 | Cruz Azul | Morelos                | 26 de febrero | 16:00 |

| Tecos     | 0 - 0 | América     | 3 de marzo           | 14 de febrero | 20:30 |
| Monterrey | 1 - 4 | Toluca      | Tecnológico          | 15 de febrero | 17:00 |
| Puebla    | 2 - 1 | Morelia     | Cuauhtémoc           | 15 de febrero | 19:00 |
| Celaya    | 2 - 2 | Toros Neza  | Miguel Alemán Valdés | 15 de febrero | 20:15 |
| Pachuca   | 0 - 2 | León        | Hidalgo              | 16 de febrero | 12:00 |
| Veracruz  | 1 - 2 | Atlas       | Luis "Pirata" Fuente | 16 de febrero | 12:00 |
| Cruz Azul | 1 - 1 | Guadalajara | Azul                 | 16 de febrero | 12:00 |
| Atlante   | 0 - 1 | UNAM        | Sergio León Chávez   | 16 de febrero | 12:00 |
| Santos    | 1 - 3 | Necaxa      | Corona               | 16 de febrero | 16:00 |

| Toluca      | 2 - 1 | Veracruz  | Nemesio Diez           | 22 de febrero | 15:00 |
| Morelia     | 1 - 2 | Tecos     | Morelos                | 22 de febrero | 16:00 |
| Cruz Azul   | 2 - 0 | Santos    | Azul                   | 22 de febrero | 17:00 |
| León        | 1 - 2 | Atlante   | León                   | 22 de febrero | 20:15 |
| Atlas       | 0 - 2 | Necaxa    | Jalisco                | 22 de febrero | 20:45 |
| UNAM        | 4 - 3 | Celaya    | Olímpico Universitario | 23 de febrero | 12:00 |
| Toros Neza  | 5 - 1 | Monterrey | Neza 86                | 23 de febrero | 15:00 |
| América     | 1 - 0 | Pachuca   | Azteca                 | 24 de febrero | 20:45 |
| Guadalajara | 1 - 1 | Puebla    | Jalisco                | 25 de marzo   | 20:45 |

| Veracruz  | 3 - 5 | Toros Neza  | Luis "Pirata" Fuente | 1 de marzo | 16:00 |
| Monterrey | 2 - 2 | UNAM        | Tecnológico          | 1 de marzo | 17:00 |
| Puebla    | 1 - 0 | Cruz Azul   | Cuauhtémoc           | 1 de marzo | 19:00 |
| Celaya    | 0 - 0 | León        | Miguel Alemán Valdés | 1 de marzo | 20:15 |
| Santos    | 2 - 1 | Atlas       | Corona               | 2 de marzo | 16:00 |
| Pachuca   | 2 - 2 | Morelia     | Hidalgo              | 2 de marzo | 17:00 |
| Necaxa    | 1 - 1 | Toluca      | Azteca               | 5 de marzo | 20:00 |
| Tecos     | 1 - 2 | Guadalajara | 3 de marzo           | 5 de marzo | 20:30 |
| Atlante   | 0 - 1 | América     | Azteca               | 6 de marzo | 20:45 |

| Toluca      | 4 - 0 | Atlas     | Nemesio Diez           | 8 de marzo  | 15:00 |
| Cruz Azul   | 0 - 3 | Tecos     | Azul                   | 8 de marzo  | 17:00 |
| Puebla      | 1 - 2 | Santos    | Cuauhtémoc             | 8 de marzo  | 19:00 |
| León        | 0 - 0 | Monterrey | León                   | 8 de marzo  | 20:15 |
| UNAM        | 3 - 2 | Veracruz  | Olímpico Universitario | 9 de marzo  | 12:00 |
| Guadalajara | 2 - 0 | Pachuca   | Jalisco                | 9 de marzo  | 12:00 |
| Morelia     | 1 - 1 | Atlante   | Morelos                | 9 de marzo  | 12:00 |
| Toros Neza  | 3 - 2 | Necaxa    | Neza 86                | 9 de marzo  | 15:00 |
| América     | 4 - 0 | Celaya    | Azteca                 | 10 de marzo | 20:45 |

| Veracruz  | 0 - 0 | León        | Luis "Pirata" Fuente | 15 de marzo | 16:00 |
| Celaya    | 0 - 1 | Morelia     | Miguel Alemán Valdés | 15 de marzo | 20:15 |
| Santos    | 2 - 1 | Toluca      | Corona               | 16 de marzo | 16:00 |
| Pachuca   | 1 - 3 | Cruz Azul   | 10 de diciembre      | 19 de marzo | 16:00 |
| Tecos     | 0 - 0 | Puebla      | 3 de marzo           | 19 de marzo | 20:30 |
| Atlante   | 1 - 3 | Guadalajara | Azteca               | 19 de marzo | 20:45 |
| Necaxa    | 3 - 0 | UNAM        | Azteca               | 20 de marzo | 20:30 |
| Atlas     | 1 - 4 | Toros Neza  | Jalisco              | 20 de marzo | 20:45 |
| Monterrey | 0 - 1 | América     | Tecnológico          | 20 de marzo | 21:00 |

| Cruz Azul   | 1 - 1 | Atlante   | Azul                   | 22 de marzo | 17:00 |
| Puebla      | 1 - 0 | Pachuca   | Cuauhtémoc             | 22 de marzo | 19:00 |
| Tecos       | 3 - 0 | Santos    | 3 de marzo             | 22 de marzo | 20:30 |
| UNAM        | 1 - 0 | Atlas     | Olímpico Universitario | 23 de marzo | 12:00 |
| Morelia     | 4 - 1 | Monterrey | Morelos                | 23 de marzo | 12:00 |
| Guadalajara | 3 - 2 | Celaya    | Jalisco                | 23 de marzo | 12:00 |
| León        | 2 - 1 | Necaxa    | León                   | 23 de marzo | 12:00 |
| Toros Neza  | 2 - 1 | Toluca    | Neza 86                | 23 de marzo | 15:00 |
| América     | 2 - 1 | Veracruz  | Azteca                 | 24 de marzo | 19:00 |

| Veracruz  | 2 - 2 | Morelia     | Luis "Pirata" Fuente | 29 de marzo | 16:00 |
| Atlas     | 1 - 1 | León        | Jalisco              | 29 de marzo | 20:00 |
| Atlante   | 1 - 0 | Puebla      | Azteca               | 30 de marzo | 12:00 |
| Santos    | 2 - 0 | Toros Neza  | Neza 86              | 30 de marzo | 16:00 |
| Pachuca   | 2 - 1 | Tecos       | Hidalgo              | 30 de marzo | 20:00 |
| Toluca    | 1 - 0 | UNAM        | Nemesio Diez         | 1 de abril  | 15:00 |
| Monterrey | 1 - 2 | Guadalajara | Tecnológico          | 1 de abril  | 21:00 |
| Necaxa    | 1 - 2 | América     | Azteca               | 3 de abril  | 20:30 |
| Celaya    | 1 - 1 | Cruz Azul   | Miguel Alemán Valdés | 12 de abril | 20:15 |

| UNAM        | 2 - 3 | Toros Neza | Olímpico Universitario | 4 de abril | 18:00 |
| Tecos       | 1 - 2 | Atlante    | 3 de marzo             | 4 de abril | 20:30 |
| Cruz Azul   | 2 - 1 | Monterrey  | Azul                   | 5 de abril | 17:00 |
| Puebla      | 2 - 1 | Celaya     | Cuauhtémoc             | 5 de abril | 19:00 |
| León        | 1 - 1 | Toluca     | León                   | 5 de abril | 20:15 |
| Guadalajara | 1 - 0 | Veracruz   | Jalisco                | 6 de abril | 12:00 |
| Morelia     | 2 - 1 | Necaxa     | Morelos                | 6 de abril | 12:00 |
| Pachuca     | 3 - 1 | Santos     | Hidalgo                | 6 de abril | 12:00 |
| América     | 3 - 0 | Atlas      | Azteca                 | 6 de abril | 17:00 |

| Toluca     | 1 - 2 | América     | Nemesio Diez         | 9 de abril  | 15:00 |
| Celaya     | 1 - 1 | Tecos       | Miguel Alemán Valdés | 9 de abril  | 20:15 |
| Atlante    | 3 - 0 | Pachuca     | Azteca               | 9 de abril  | 20:45 |
| Atlas      | 1 - 2 | Morelia     | Jalisco              | 9 de abril  | 20:45 |
| Necaxa     | 1 - 1 | Guadalajara | Azteca               | 10 de abril | 20:30 |
| Monterrey  | 4 - 2 | Puebla      | Tecnológico          | 12 de abril | 17:00 |
| Santos     | 2 - 0 | UNAM        | Corona               | 13 de abril | 16:00 |
| Toros Neza | 4 - 2 | León        | Neza 86              | 13 de abril | 16:00 |
| Veracruz   | 0 - 1 | Cruz Azul   | Luis "Pirata" Fuente | 15 de abril | 16:00 |

| León        | 2 - 1 | UNAM       | Nou Camp   | 20 de abril | 12:00 |
| Pachuca     | 1 - 3 | Celaya     | Hidalgo    | 20 de abril | 16:00 |
| Tecos       | 3 - 0 | Monterrey  | 3 de marzo | 22 de abril | 20:30 |
| Atlante     | 3 - 2 | Santos     | Azteca     | 22 de abril | 20:45 |
| Morelia     | 1 - 1 | Toluca     | Morelos    | 23 de abril | 16:00 |
| Puebla      | 0 - 0 | Veracruz   | Cuauhtémoc | 23 de abril | 20:00 |
| Cruz Azul   | 1 - 4 | Necaxa     | Azul       | 23 de abril | 20:45 |
| Guadalajara | 2 - 2 | Atlas      | Jalisco    | 23 de abril | 20:45 |
| América     | 1 - 1 | Toros Neza | Azteca     | 24 de abril | 20:45 |

| Veracruz   | 1 - 2 | Tecos       | Luis "Pirata" Fuente   | 26 de abril | 16:00 |
| Necaxa     | 1 - 1 | Puebla      | Azteca                 | 26 de abril | 17:00 |
| Monterrey  | 5 - 4 | Pachuca     | Tecnológico            | 26 de abril | 17:00 |
| Celaya     | 0 - 0 | Atlante     | Miguel Alemán Valdés   | 26 de abril | 20:15 |
| Atlas      | 2 - 2 | Cruz Azul   | Jalisco                | 26 de abril | 20:45 |
| Toluca     | 1 - 2 | Guadalajara | Nemesio Diez           | 27 de abril | 12:00 |
| UNAM       | 2 - 1 | América     | Olímpico Universitario | 27 de abril | 12:00 |
| Toros Neza | 4 - 2 | Morelia     | Neza 86                | 27 de abril | 15:00 |
| Santos     | 3 - 2 | León        | Corona                 | 27 de abril | 16:00 |

| Guadalajara | 2 - 0 | Toros Neza | Jalisco        | 3 de mayo | 20:30 |
| Cruz Azul   | 3 - 2 | Toluca     | Azul           | 4 de mayo | 12:00 |
| América     | 3 - 2 | León       | La Corregidora | 4 de mayo | 12:00 |
| Atlante     | 2 - 0 | Monterrey  | Azteca         | 4 de mayo | 12:00 |
| Santos      | 3 - 2 | Celaya     | Corona         | 4 de mayo | 12:00 |
| Tecos       | 0 - 2 | Necaxa     | 3 de marzo     | 4 de mayo | 12:00 |
| Morelia     | 2 - 1 | UNAM       | Morelos        | 4 de mayo | 12:00 |
| Puebla      | 1 - 2 | Atlas      | Cuauhtémoc     | 4 de mayo | 12:00 |
| Pachuca     | 3 - 2 | Veracruz   | Hidalgo        | 4 de mayo | 16:00 |

## Tabla de cocientes
| Posición | Equipo      | 1994-95 | 1995-96 | I-1996 | V-1997 | Puntos | Juegos | Cociente |
| -------- | ----------- | ------- | ------- | ------ | ------ | ------ | ------ | -------- |
| 1        | Guadalajara | 52      | 43      | 31     | 34     | 160    | 102    | 1.5686   |
| 2        | Necaxa      | 46      | 55      | 29     | 28     | 158    | 104    | 1.5192   |
| 3        | América     | 51      | 46      | 17     | 37     | 151    | 104    | 1.4519   |
| 4        | Cruz Azul   | 48      | 56      | 20     | 25     | 149    | 104    | 1.4326   |
| 5        | UNAM        | 41      | 50      | 18     | 27     | 136    | 102    | 1.3333   |
| 6        | Toros Neza  | 32      | 50      | 24     | 30     | 136    | 104    | 1.3076   |
| 7        | Santos      | 35      | 37      | 34     | 26     | 132    | 102    | 1.2941   |
| 8        | Atlante     | 33      | 33      | 38     | 28     | 132    | 104    | 1.2692   |
| 9        | Atlas       | 32      | 53      | 26     | 16     | 127    | 102    | 1.2450   |
| 10       | León        | 31      | 50      | 23     | 23     | 127    | 104    | 1.2211   |
| 11       | Tecos       | 42      | 42      | 18     | 20     | 122    | 102    | 1.1960   |
| 12       | Celaya      | 0       | 52      | 17     | 12     | 81     | 68     | 1.1911   |
| 13       | Monterrey   | 33      | 51      | 19     | 18     | 121    | 102    | 1.1862   |
| 14       | Puebla      | 40      | 28      | 31     | 20     | 119    | 104    | 1.1442   |
| 15       | Toluca      | 28      | 37      | 30     | 21     | 116    | 102    | 1.1372   |
| 16       | Veracruz    | 35      | 50      | 18     | 10     | 113    | 104    | 1.0865   |
| 17       | Morelia     | 30      | 36      | 12     | 25     | 103    | 104    | 0.9903   |
| 18       | Pachuca     | 0       | 0       | 15     | 17     | 32     | 34     | 0.9411   |

     Descendido a la Primera A.

## Goleadores
| Pos. | Jugador                | Equipo      | Goles |
| ---- | ---------------------- | ----------- | ----- |
| 1.°  | Lorenzo Sáez           | Pachuca     | 12    |
| 1.°  | Gabriel Caballero      | Santos      | 12    |
| 2.°  | Cristian Domizzi       | UNAM        | 11    |
| 3.°  | Claudio Da Silva       | Morelia     | 10    |
| 4.°  | Gustavo Nápoles        | Guadalajara | 9     |
| 4.°  | Marco Antonio Figueroa | Morelia     | 9     |
| 5.°  | Rodrigo Ruiz           | Toros Neza  | 8     |
| 5.°  | David Embé             | Tecos       | 8     |
| 5.°  | Carlos Hermosillo      | Cruz Azul   | 8     |

## Reclasificación
| 7 de mayo de 1997, 20:30 | Tecos                 | 2:0 (0:0) | Morelia | Estadio Tres de Marzo, Zapopan |                               |
|                          | Yegros 66' · Embé 76' | Reporte   |         | Árbitro(s): Felipe Ramos Rizo  | Árbitro(s): Felipe Ramos Rizo |

| 11 de mayo de 1997, 12:00           | Morelia                                       | 4:0 (0:0) | Tecos | Estadio Morelos, Morelia  |                           |
|                                     | Figueroa 50' 83' · Juárez 60' · Claudinho 70' | Reporte   |       | Árbitro(s): Arturo Brizio | Árbitro(s): Arturo Brizio |
| Morelia avanzó a la Liguilla (4-2). |                                               |           |       |                           |                           |

## Liguilla
|  | Reclasificación                                     | Reclasificación                                     | Reclasificación                                     | Reclasificación                                     | Reclasificación                                     |   |   | Cuartos de final                                          | Cuartos de final                                          | Cuartos de final                                          | Cuartos de final                                          | Cuartos de final                                          |   |  | Semifinales                                          | Semifinales                                          | Semifinales                                          | Semifinales                                          | Semifinales                                          |  |   | Final                                                | Final                                                | Final                                                | Final                                                | Final                                                |  |
|  | 7 de mayo de 1997 (ida) 11 de mayo de 1997 (vuelta) | 7 de mayo de 1997 (ida) 11 de mayo de 1997 (vuelta) | 7 de mayo de 1997 (ida) 11 de mayo de 1997 (vuelta) | 7 de mayo de 1997 (ida) 11 de mayo de 1997 (vuelta) | 7 de mayo de 1997 (ida) 11 de mayo de 1997 (vuelta) |   |   | 14 de mayo de 1997 (ida) 17 y 18 de mayo de 1997 (vuelta) | 14 de mayo de 1997 (ida) 17 y 18 de mayo de 1997 (vuelta) | 14 de mayo de 1997 (ida) 17 y 18 de mayo de 1997 (vuelta) | 14 de mayo de 1997 (ida) 17 y 18 de mayo de 1997 (vuelta) | 14 de mayo de 1997 (ida) 17 y 18 de mayo de 1997 (vuelta) |   |  | 22 de mayo de 1997 (ida) 25 de mayo de 1997 (vuelta) | 22 de mayo de 1997 (ida) 25 de mayo de 1997 (vuelta) | 22 de mayo de 1997 (ida) 25 de mayo de 1997 (vuelta) | 22 de mayo de 1997 (ida) 25 de mayo de 1997 (vuelta) | 22 de mayo de 1997 (ida) 25 de mayo de 1997 (vuelta) |  |   | 29 de mayo de 1997 (ida) 1 de junio de 1997 (vuelta) | 29 de mayo de 1997 (ida) 1 de junio de 1997 (vuelta) | 29 de mayo de 1997 (ida) 1 de junio de 1997 (vuelta) | 29 de mayo de 1997 (ida) 1 de junio de 1997 (vuelta) | 29 de mayo de 1997 (ida) 1 de junio de 1997 (vuelta) |  |
|  |                                                     |                                                     |                                                     |                                                     |                                                     |   |   |                                                           |                                                           |                                                           |                                                           |                                                           |   |  |                                                      |                                                      |                                                      |                                                      |                                                      |  |   |                                                      |                                                      |                                                      |                                                      |                                                      |  |
|  |                                                     |                                                     |                                                     |                                                     |                                                     |   |   |                                                           |                                                           |                                                           |                                                           |                                                           |   |  |                                                      |                                                      |                                                      |                                                      |                                                      |  |   |                                                      |                                                      |                                                      |                                                      |                                                      |  |
|  |                                                     |                                                     |                                                     |                                                     |                                                     |   |   |                                                           |                                                           |                                                           |                                                           |                                                           |   |  |                                                      |                                                      |                                                      |                                                      |                                                      |  |   |                                                      |                                                      |                                                      |                                                      |                                                      |  |
|  |                                                     |                                                     |                                                     |                                                     |                                                     |   |   |                                                           |                                                           |                                                           |                                                           |                                                           |   |  |                                                      |                                                      |                                                      |                                                      |                                                      |  |   |                                                      |                                                      |                                                      |                                                      |                                                      |  |
|  |                                                     |                                                     |                                                     |                                                     |                                                     |   |   |                                                           |                                                           |                                                           |                                                           |                                                           |   |  |                                                      |                                                      |                                                      |                                                      |                                                      |  |   |                                                      |                                                      |                                                      |                                                      |                                                      |  |
|  |                                                     | 2                                                   | Guadalajara                                         | 1                                                   | 5                                                   | 6 |   |                                                           |                                                           |                                                           |                                                           |                                                           |   |  |                                                      |                                                      |                                                      |                                                      |                                                      |  |   |                                                      |                                                      |                                                      |                                                      |                                                      |  |
|  |                                                     |                                                     |                                                     |                                                     |                                                     | 6 |   |                                                           |                                                           |                                                           |                                                           |                                                           |   |  |                                                      |                                                      |                                                      |                                                      |                                                      |  |   |                                                      |                                                      |                                                      |                                                      |                                                      |  |
|  |                                                     |                                                     | 7                                                   | Santos                                              | 1                                                   | 0 | 1 |                                                           |                                                           |                                                           |                                                           |                                                           |   |  |                                                      |                                                      |                                                      |                                                      |                                                      |  |   |                                                      |                                                      |                                                      |                                                      |                                                      |  |
|  |                                                     |                                                     | 7                                                   | Santos                                              | 1                                                   | 0 | 1 |                                                           |                                                           |                                                           |                                                           |                                                           |   |  |                                                      |                                                      |                                                      |                                                      |                                                      |  |   |                                                      |                                                      |                                                      |                                                      |                                                      |  |
|  |                                                     |                                                     |                                                     |                                                     |                                                     |   |   |                                                           |                                                           |                                                           |                                                           |                                                           |   |  |                                                      |                                                      |                                                      |                                                      |                                                      |  |   |                                                      |                                                      |                                                      |                                                      |                                                      |  |
|  |                                                     |                                                     |                                                     |                                                     |                                                     |   |   |                                                           |                                                           |                                                           |                                                           |                                                           |   |  |                                                      |                                                      |                                                      |                                                      |                                                      |  |   |                                                      |                                                      |                                                      |                                                      |                                                      |  |
|  |                                                     |                                                     |                                                     |                                                     |                                                     |   |   |                                                           | 2                                                         | Guadalajara (*)                                           | 0                                                         | 1                                                         | 1 |  |                                                      |                                                      |                                                      |                                                      |                                                      |  |   |                                                      |                                                      |                                                      |                                                      |                                                      |  |
|  |                                                     |                                                     |                                                     |                                                     |                                                     |   |   |                                                           |                                                           |                                                           |                                                           |                                                           | 1 |  |                                                      |                                                      |                                                      |                                                      |                                                      |  |   |                                                      |                                                      |                                                      |                                                      |                                                      |  |
|  |                                                     |                                                     | 8                                                   | Atlético Morelia                                    | 1                                                   | 0 | 1 |                                                           |                                                           |                                                           |                                                           |                                                           |   |  |                                                      |                                                      |                                                      |                                                      |                                                      |  |   |                                                      |                                                      |                                                      |                                                      |                                                      |  |
|  |                                                     |                                                     | 8                                                   | Atlético Morelia                                    | 1                                                   | 0 | 1 |                                                           |                                                           |                                                           |                                                           |                                                           |   |  |                                                      |                                                      |                                                      |                                                      |                                                      |  |   |                                                      |                                                      |                                                      |                                                      |                                                      |  |
|  |                                                     |                                                     |                                                     |                                                     |                                                     |   |   |                                                           |                                                           |                                                           |                                                           |                                                           |   |  |                                                      |                                                      |                                                      |                                                      |                                                      |  |   |                                                      |                                                      |                                                      |                                                      |                                                      |  |
|  |                                                     |                                                     |                                                     |                                                     |                                                     |   |   |                                                           |                                                           |                                                           |                                                           |                                                           |   |  |                                                      |                                                      |                                                      |                                                      |                                                      |  |   |                                                      |                                                      |                                                      |                                                      |                                                      |  |
|  |                                                     | 1                                                   | América                                             | 0                                                   | 1                                                   | 1 |   |                                                           |                                                           |                                                           |                                                           |                                                           |   |  |                                                      |                                                      |                                                      |                                                      |                                                      |  |   |                                                      |                                                      |                                                      |                                                      |                                                      |  |
|  |                                                     |                                                     |                                                     |                                                     |                                                     | 1 |   |                                                           |                                                           |                                                           |                                                           |                                                           |   |  |                                                      |                                                      |                                                      |                                                      |                                                      |  |   |                                                      |                                                      |                                                      |                                                      |                                                      |  |
|  |                                                     |                                                     | 8                                                   | Atlético Morelia                                    | 1                                                   | 3 | 4 |                                                           |                                                           |                                                           |                                                           |                                                           |   |  |                                                      |                                                      |                                                      |                                                      |                                                      |  |   |                                                      |                                                      |                                                      |                                                      |                                                      |  |
|  | 8                                                   | Atlético Morelia                                    | 8                                                   | Atlético Morelia                                    | 1                                                   | 3 | 4 | 0                                                         | 4                                                         | 4                                                         |                                                           |                                                           |   |  |                                                      |                                                      |                                                      |                                                      |                                                      |  |   |                                                      |                                                      |                                                      |                                                      |                                                      |  |
|  | 8                                                   | Atlético Morelia                                    |                                                     |                                                     |                                                     |   |   |                                                           |                                                           | 4                                                         |                                                           |                                                           |   |  |                                                      |                                                      |                                                      |                                                      |                                                      |  |   |                                                      |                                                      |                                                      |                                                      |                                                      |  |
|  | 12                                                  | Tecos UAG                                           | 2                                                   | 0                                                   | 2                                                   |   |   |                                                           |                                                           |                                                           |                                                           |                                                           |   |  |                                                      |                                                      |                                                      |                                                      |                                                      |  |   |                                                      |                                                      |                                                      |                                                      |                                                      |  |
|  | 12                                                  | Tecos UAG                                           | 2                                                   | 0                                                   | 2                                                   |   |   |                                                           |                                                           |                                                           |                                                           |                                                           |   |  |                                                      |                                                      |                                                      |                                                      |                                                      |  | 2 | Guadalajara                                          | 1                                                    | 6                                                    | 7                                                    |                                                      |  |
|  |                                                     |                                                     |                                                     |                                                     |                                                     |   |   |                                                           |                                                           |                                                           |                                                           |                                                           |   |  |                                                      |                                                      |                                                      |                                                      |                                                      |  | 2 | Guadalajara                                          | 1                                                    | 6                                                    | 7                                                    |                                                      |  |
|  |                                                     |                                                     | 3                                                   | Toros Neza                                          | 1                                                   | 1 | 2 |                                                           |                                                           |                                                           |                                                           |                                                           |   |  |                                                      |                                                      |                                                      |                                                      |                                                      |  |   |                                                      |                                                      |                                                      |                                                      |                                                      |  |
|  |                                                     |                                                     | 3                                                   | Toros Neza                                          | 1                                                   | 1 | 2 |                                                           |                                                           |                                                           |                                                           |                                                           |   |  |                                                      |                                                      |                                                      |                                                      |                                                      |  |   |                                                      |                                                      |                                                      |                                                      |                                                      |  |
|  |                                                     |                                                     |                                                     |                                                     |                                                     |   |   |                                                           |                                                           |                                                           |                                                           |                                                           |   |  |                                                      |                                                      |                                                      |                                                      |                                                      |  |   |                                                      |                                                      |                                                      |                                                      |                                                      |  |
|  |                                                     |                                                     |                                                     |                                                     |                                                     |   |   |                                                           |                                                           |                                                           |                                                           |                                                           |   |  |                                                      |                                                      |                                                      |                                                      |                                                      |  |   |                                                      |                                                      |                                                      |                                                      |                                                      |  |
|  |                                                     | 3                                                   | Toros Neza                                          | 3                                                   | 1                                                   | 4 |   |                                                           |                                                           |                                                           |                                                           |                                                           |   |  |                                                      |                                                      |                                                      |                                                      |                                                      |  |   |                                                      |                                                      |                                                      |                                                      |                                                      |  |
|  |                                                     |                                                     |                                                     |                                                     |                                                     | 4 |   |                                                           |                                                           |                                                           |                                                           |                                                           |   |  |                                                      |                                                      |                                                      |                                                      |                                                      |  |   |                                                      |                                                      |                                                      |                                                      |                                                      |  |
|  |                                                     |                                                     | 6                                                   | UNAM                                                | 1                                                   | 2 | 3 |                                                           |                                                           |                                                           |                                                           |                                                           |   |  |                                                      |                                                      |                                                      |                                                      |                                                      |  |   |                                                      |                                                      |                                                      |                                                      |                                                      |  |
|  |                                                     |                                                     | 6                                                   | UNAM                                                | 1                                                   | 2 | 3 |                                                           |                                                           |                                                           |                                                           |                                                           |   |  |                                                      |                                                      |                                                      |                                                      |                                                      |  |   |                                                      |                                                      |                                                      |                                                      |                                                      |  |
|  |                                                     |                                                     |                                                     |                                                     |                                                     |   |   |                                                           |                                                           |                                                           |                                                           |                                                           |   |  |                                                      |                                                      |                                                      |                                                      |                                                      |  |   |                                                      |                                                      |                                                      |                                                      |                                                      |  |
|  |                                                     |                                                     |                                                     |                                                     |                                                     |   |   |                                                           |                                                           |                                                           |                                                           |                                                           |   |  |                                                      |                                                      |                                                      |                                                      |                                                      |  |   |                                                      |                                                      |                                                      |                                                      |                                                      |  |
|  |                                                     |                                                     |                                                     |                                                     |                                                     |   |   |                                                           | 3                                                         | Toros Neza                                                | 1                                                         | 3                                                         | 4 |  |                                                      |                                                      |                                                      |                                                      |                                                      |  |   |                                                      |                                                      |                                                      |                                                      |                                                      |  |
|  |                                                     |                                                     |                                                     |                                                     |                                                     |   |   |                                                           |                                                           |                                                           |                                                           |                                                           | 4 |  |                                                      |                                                      |                                                      |                                                      |                                                      |  |   |                                                      |                                                      |                                                      |                                                      |                                                      |  |
|  |                                                     |                                                     | 4                                                   | Necaxa                                              | 2                                                   | 1 | 3 |                                                           |                                                           |                                                           |                                                           |                                                           |   |  |                                                      |                                                      |                                                      |                                                      |                                                      |  |   |                                                      |                                                      |                                                      |                                                      |                                                      |  |
|  |                                                     |                                                     | 4                                                   | Necaxa                                              | 2                                                   | 1 | 3 |                                                           |                                                           |                                                           |                                                           |                                                           |   |  |                                                      |                                                      |                                                      |                                                      |                                                      |  |   |                                                      |                                                      |                                                      |                                                      |                                                      |  |
|  |                                                     |                                                     |                                                     |                                                     |                                                     |   |   |                                                           |                                                           |                                                           |                                                           |                                                           |   |  |                                                      |                                                      |                                                      |                                                      |                                                      |  |   |                                                      |                                                      |                                                      |                                                      |                                                      |  |
|  |                                                     |                                                     |                                                     |                                                     |                                                     |   |   |                                                           |                                                           |                                                           |                                                           |                                                           |   |  |                                                      |                                                      |                                                      |                                                      |                                                      |  |   |                                                      |                                                      |                                                      |                                                      |                                                      |  |
|  |                                                     | 4                                                   | Necaxa (*)                                          | 0                                                   | 3                                                   | 3 |   |                                                           |                                                           |                                                           |                                                           |                                                           |   |  |                                                      |                                                      |                                                      |                                                      |                                                      |  |   |                                                      |                                                      |                                                      |                                                      |                                                      |  |
|  |                                                     |                                                     |                                                     |                                                     |                                                     | 3 |   |                                                           |                                                           |                                                           |                                                           |                                                           |   |  |                                                      |                                                      |                                                      |                                                      |                                                      |  |   |                                                      |                                                      |                                                      |                                                      |                                                      |  |
|  |                                                     |                                                     | 5                                                   | Atlante                                             | 2                                                   | 1 | 3 |                                                           |                                                           |                                                           |                                                           |                                                           |   |  |                                                      |                                                      |                                                      |                                                      |                                                      |  |   |                                                      |                                                      |                                                      |                                                      |                                                      |  |
|  |                                                     |                                                     | 5                                                   | Atlante                                             | 2                                                   | 1 | 3 |                                                           |                                                           |                                                           |                                                           |                                                           |   |  |                                                      |                                                      |                                                      |                                                      |                                                      |  |   |                                                      |                                                      |                                                      |                                                      |                                                      |  |
|  |                                                     |                                                     |                                                     |                                                     |                                                     |   |   |                                                           |                                                           |                                                           |                                                           |                                                           |   |  |                                                      |                                                      |                                                      |                                                      |                                                      |  |   |                                                      |                                                      |                                                      |                                                      |                                                      |  |
|  |                                                     |                                                     |                                                     |                                                     |                                                     |   |   |                                                           |                                                           |                                                           |                                                           |                                                           |   |  |                                                      |                                                      |                                                      |                                                      |                                                      |  |   |                                                      |                                                      |                                                      |                                                      |                                                      |  |
|  |                                                     |                                                     |                                                     |                                                     |                                                     |   |   |                                                           |                                                           |                                                           |                                                           |                                                           |   |  |                                                      |                                                      |                                                      |                                                      |                                                      |  |   |                                                      |                                                      |                                                      |                                                      |                                                      |  |
|  |                                                     |                                                     |                                                     |                                                     |                                                     |   |   |                                                           |                                                           |                                                           |                                                           |                                                           |   |  |                                                      |                                                      |                                                      |                                                      |                                                      |  |   |                                                      |                                                      |                                                      |                                                      |                                                      |  |

- (*) Avanza por su posición en la tabla

|                                 |
| Guadalajara Campeón 10º título. |

### Cuartos de final
| 14 de mayo de 1997, 16:00 | Morelia    | 1:0 (0:0) | América | Estadio Morelos, Morelia    |                             |
|                           | Juárez 88' | Reporte   |         | Árbitro(s): Gilberto Alcalá | Árbitro(s): Gilberto Alcalá |

| 17 de mayo de 1997, 20:45     | América           | 1:3 (1:1) (Global 1:4) | Morelia                               | Estadio Azteca, Ciudad de México |                               |
|                               | García 18' (pen.) | Reporte                | Claudinho 40' · Soto 68' · Juárez 75' | Árbitro(s): Armando Archundia    | Árbitro(s): Armando Archundia |
| Morelia avanzó a Semifinales. |                   |                        |                                       |                                  |                               |

| 14 de mayo de 1997, 16:00 | Santos        | 1:1 (1:0) | Guadalajara | Estadio Corona, Torreón      |                              |
|                           | Caballero 18' | Reporte   | Ramírez 50' | Árbitro(s): León Padró Borja | Árbitro(s): León Padró Borja |

| 18 de mayo de 1997, 12:00               | Guadalajara                                          | 5:0 (2:0) | Santos | Estadio Jalisco, Guadalajara |                           |
|                                         | I. Vázquez 19' 57' · N. Zárate 29' · Arreola 80' 89' | Reporte   |        | Árbitro(s): Arturo Brizio    | Árbitro(s): Arturo Brizio |
| Guadalajara avanzó a Semifinales (6-1). |                                                      |           |        |                              |                           |

| 15 de mayo de 1997, 19:00 | UNAM       | 1:3 (0:2) | Toros Neza                 | Estadio Olímpico Universitario, México, D. F. |                             |
|                           | Sancho 89' | Reporte   | Arangio 16' 37' · Ruiz 60' | Árbitro(s): Antonio Marrufo                   | Árbitro(s): Antonio Marrufo |

| 18 de mayo de 1997, 15:00              | Toros Neza  | 1:2 (0:0) | UNAM           | Estadio Neza 86, Nezahualcóyotl |                             |
|                                        | Mohamed 68' | Reporte   | Sancho 80' 87' | Árbitro(s): Gilberto Alcalá     | Árbitro(s): Gilberto Alcalá |
| Toros Neza avanzó a Semifinales (4-3). |             |           |                |                                 |                             |

| 14 de mayo de 1997, 20:45 | Atlante       | 2:0 (1:0) | Necaxa | Estadio Azteca, México, D. F. |                               |
|                           | Zague 36' 56' | Reporte   |        | Árbitro(s): Pascual rebolledo | Árbitro(s): Pascual rebolledo |

| 18 de mayo de 1997, 17:00                                         | Necaxa                                            | 3:1 (1:0) | Atlante    | Estadio Azteca, México, D. F. |                               |
|                                                                   | Aguinaga 7' · García Aspe 55' (pen.) · Peláez 65' | Reporte   | Ubaldi 52' | Árbitro(s): Felipe Ramos Rizo | Árbitro(s): Felipe Ramos Rizo |
| Necaxa avanzó a Semifinales por mejor posición en la tabla (3-3). |                                                   |           |            |                               |                               |

### Semifinales
| 22 de mayo de 1997, 16:00 | Morelia        | 1:0 (0:0) | Guadalajara | Estadio Morelos, Morelia      |                               |
|                           | H. Morales 54' | Reporte   |             | Árbitro(s): Felipe Ramos Rizo | Árbitro(s): Felipe Ramos Rizo |

| 25 de mayo de 1997, 12:00                                           | Guadalajara | 1:0 (0:0) | Morelia | Estadio Jalisco, Guadalajara  |                               |
|                                                                     | Chávez 80'  | Reporte   |         | Árbitro(s): Armando Archundia | Árbitro(s): Armando Archundia |
| Guadalajara avanzó a la Final por mejor posición en la tabla (1-1). |             |           |         |                               |                               |

| 22 de mayo de 1997, 17:00 | Necaxa                      | 2:1 (1:0) | Toros Neza     | Estadio Azteca, México, D. F. |                              |
|                           | S. Vázquez 11' · Zárate 84' | Reporte   | Lussenhoff 54' | Árbitro(s): León Padró Borja  | Árbitro(s): León Padró Borja |

| 25 de mayo de 1997, 16:00           | Toros Neza                          | 3:1 (1:1) | Necaxa                 | Estadio Neza 86, Nezahualcóyotl |                           |
|                                     | Vázquez 27' (pen.) 68' · Osorio 53' | Reporte   | García Aspe 34' (pen.) | Árbitro(s): Arturo Brizio       | Árbitro(s): Arturo Brizio |
| Toros Neza avanzó a la Final (4-3). |                                     |           |                        |                                 |                           |

### Final
| 29 de mayo de 1997, 16:00 | Toros Neza  | 1:1 (0:1) | Guadalajara  | Estadio Neza 86, Nezahualcóyotl                               |                                                               |
|                           | Briseño 79' | Reporte   | Martínez 26' | Asistencia: 28 000 espectadores Árbitro(s): Armando Archundia | Asistencia: 28 000 espectadores Árbitro(s): Armando Archundia |

| 1 de junio de 1997, 12:00                         | Guadalajara                                         | 6:1 (0:0) | Toros Neza  | Estadio Jalisco, Guadalajara                              |                                                           |
|                                                   | Nápoles 50' 55' 74' 83' · Chávez 51' · Martínez 62' | Reporte   | Arangio 79' | Asistencia: 60 000 espectadores Árbitro(s): Arturo Brizio | Asistencia: 60 000 espectadores Árbitro(s): Arturo Brizio |
| Guadalajara Campeón del Torneo Verano 1997 (7-2). |                                                     |           |             |                                                           |                                                           |

| 1 | Juego de Ida | 1 |
|   |              |   |

| TOROS NEZA:                                    |            |     |     |
| 1                                              | Larios     |     |     |
| 2                                              | González   |     |     |
| 3                                              | Osorio     |     | 60' |
| 4                                              | Herrera    | 39' |     |
| 6                                              | Vázquez    |     |     |
| 7                                              | Arangio    |     | 74' |
| 10                                             | Ruiz       |     |     |
| 11                                             | Mohamed    |     |     |
| 13                                             | López      |     | 60' |
| 23                                             | Saavedra   |     |     |
| 25                                             | Lussenhoff |     |     |
| Suplentes:                                     |            |     |     |
| 8                                              | Romero     |     |     |
| 14                                             | Virchis    |     | 60' |
| 15                                             | Romero     |     | 74' |
| 17                                             | Silva      |     |     |
| 18                                             | Reynoso    |     |     |
| 20                                             | Briseño    |     | 60' |
| 22                                             | Gutiérrez  |     |     |
| 28                                             | Murrillo   |     |     |
| 29                                             | Vega       |     |     |
| 30                                             | García     |     |     |
| Director Técnico:                              |            |     |     |
| Enrique Meza Árbitro: Armando Archundia Téllez |            |     |     |

| GUADALAJARA:      |           |     |     |
| 2                 | Zárate    | 86' |     |
| 4                 | Suárez    |     |     |
| 5                 | Romero    |     |     |
| 6                 | Coyote    |     |     |
| 7                 | Ramírez   |     | 80' |
| 8                 | Sánchez   |     |     |
| 10                | Nápoles   |     | 80' |
| 11                | Martínez  |     |     |
| 14                | Robles    | 34' | 71' |
| 15                | Chávez    | 6'  |     |
| 23                | Zúñiga    |     |     |
| Suplentes:        |           |     |     |
| 1                 | Fernández |     |     |
| 9                 | Vázquez   |     |     |
| 16                | García    |     | 80' |
| 17                | Mercado   |     |     |
| 18                | Arreola   |     | 71' |
| 19                | Varela    |     |     |
| 21                | Castro    |     |     |
| 27                | Pacheco   |     |     |
| 30                | Espinoza  |     |     |
| 58                | Hernández | 81' | 80' |
| Director Técnico: |           |     |     |
| Ricardo Ferretti  |           |     |     |

| TOROS NEZA:                                    |            |     |     |
| 1                                              | Larios     |     |     |
| 2                                              | González   |     |     |
| 3                                              | Osorio     |     | 60' |
| 4                                              | Herrera    | 39' |     |
| 6                                              | Vázquez    |     |     |
| 7                                              | Arangio    |     | 74' |
| 10                                             | Ruiz       |     |     |
| 11                                             | Mohamed    |     |     |
| 13                                             | López      |     | 60' |
| 23                                             | Saavedra   |     |     |
| 25                                             | Lussenhoff |     |     |
| Suplentes:                                     |            |     |     |
| 8                                              | Romero     |     |     |
| 14                                             | Virchis    |     | 60' |
| 15                                             | Romero     |     | 74' |
| 17                                             | Silva      |     |     |
| 18                                             | Reynoso    |     |     |
| 20                                             | Briseño    |     | 60' |
| 22                                             | Gutiérrez  |     |     |
| 28                                             | Murrillo   |     |     |
| 29                                             | Vega       |     |     |
| 30                                             | García     |     |     |
| Director Técnico:                              |            |     |     |
| Enrique Meza Árbitro: Armando Archundia Téllez |            |     |     |

| GUADALAJARA:      |           |     |     |
| 2                 | Zárate    | 86' |     |
| 4                 | Suárez    |     |     |
| 5                 | Romero    |     |     |
| 6                 | Coyote    |     |     |
| 7                 | Ramírez   |     | 80' |
| 8                 | Sánchez   |     |     |
| 10                | Nápoles   |     | 80' |
| 11                | Martínez  |     |     |
| 14                | Robles    | 34' | 71' |
| 15                | Chávez    | 6'  |     |
| 23                | Zúñiga    |     |     |
| Suplentes:        |           |     |     |
| 1                 | Fernández |     |     |
| 9                 | Vázquez   |     |     |
| 16                | García    |     | 80' |
| 17                | Mercado   |     |     |
| 18                | Arreola   |     | 71' |
| 19                | Varela    |     |     |
| 21                | Castro    |     |     |
| 27                | Pacheco   |     |     |
| 30                | Espinoza  |     |     |
| 58                | Hernández | 81' | 80' |
| Director Técnico: |           |     |     |
| Ricardo Ferretti  |           |     |     |

| 6 | Juego de Vuelta | 1 |
|   |                 |   |

| GUADALAJARA:                                   |           |     |     |
| 2                                              | Zárate    |     |     |
| 4                                              | Suárez    | 70' |     |
| 5                                              | Romero    |     |     |
| 6                                              | Coyote    |     |     |
| 7                                              | Ramírez   |     | 85' |
| 8                                              | Sánchez   |     |     |
| 9                                              | Vázquez   |     | 66' |
| 10                                             | Nápoles   | 48' |     |
| 11                                             | Martínez  |     | 70' |
| 15                                             | Chávez    |     |     |
| 23                                             | Zúñiga    |     |     |
| Suplentes:                                     |           |     |     |
| 1                                              | Fernández |     |     |
| 14                                             | Robles    |     | 66' |
| 16                                             | García    |     |     |
| 17                                             | Mercado   |     |     |
| 18                                             | Arreola   |     |     |
| 19                                             | Varela    |     |     |
| 21                                             | Castro    |     |     |
| 27                                             | Pacheco   |     |     |
| 30                                             | Espinoza  |     | 85' |
| 58                                             | Hernández |     | 70' |
| Director Técnico:                              |           |     |     |
| Ricardo Ferretti Árbitro: Arturo Brizio Carter |           |     |     |

| TOROS NEZA:       |            |     |     |
| 1                 | Larios     |     |     |
| 2                 | González   |     |     |
| 4                 | Herrera    |     |     |
| 6                 | Vázquez    |     |     |
| 10                | Ruiz       |     |     |
| 11                | Mohamed    |     |     |
| 13                | López      |     | 37' |
| 14                | Virchis    |     | 76' |
| 20                | Briseño    | 29' | 46' |
| 23                | Saavedra   |     |     |
| 25                | Lussenhoff |     |     |
| Suplentes:        |            |     |     |
| 3                 | Osorio     |     |     |
| 7                 | Arangio    |     | 37' |
| 8                 | Romero     |     |     |
| 15                | Romero     |     | 76' |
| 17                | Silva      |     |     |
| 18                | Reinoso    |     |     |
| 22                | Gutiérrez  |     |     |
| 28                | Murrillo   |     | 46' |
| 29                | Vega       |     |     |
| 30                | García     |     |     |
| Director Técnico: |            |     |     |
| Enrique Meza      |            |     |     |

| GUADALAJARA:                                   |           |     |     |
| 2                                              | Zárate    |     |     |
| 4                                              | Suárez    | 70' |     |
| 5                                              | Romero    |     |     |
| 6                                              | Coyote    |     |     |
| 7                                              | Ramírez   |     | 85' |
| 8                                              | Sánchez   |     |     |
| 9                                              | Vázquez   |     | 66' |
| 10                                             | Nápoles   | 48' |     |
| 11                                             | Martínez  |     | 70' |
| 15                                             | Chávez    |     |     |
| 23                                             | Zúñiga    |     |     |
| Suplentes:                                     |           |     |     |
| 1                                              | Fernández |     |     |
| 14                                             | Robles    |     | 66' |
| 16                                             | García    |     |     |
| 17                                             | Mercado   |     |     |
| 18                                             | Arreola   |     |     |
| 19                                             | Varela    |     |     |
| 21                                             | Castro    |     |     |
| 27                                             | Pacheco   |     |     |
| 30                                             | Espinoza  |     | 85' |
| 58                                             | Hernández |     | 70' |
| Director Técnico:                              |           |     |     |
| Ricardo Ferretti Árbitro: Arturo Brizio Carter |           |     |     |

| TOROS NEZA:       |            |     |     |
| 1                 | Larios     |     |     |
| 2                 | González   |     |     |
| 4                 | Herrera    |     |     |
| 6                 | Vázquez    |     |     |
| 10                | Ruiz       |     |     |
| 11                | Mohamed    |     |     |
| 13                | López      |     | 37' |
| 14                | Virchis    |     | 76' |
| 20                | Briseño    | 29' | 46' |
| 23                | Saavedra   |     |     |
| 25                | Lussenhoff |     |     |
| Suplentes:        |            |     |     |
| 3                 | Osorio     |     |     |
| 7                 | Arangio    |     | 37' |
| 8                 | Romero     |     |     |
| 15                | Romero     |     | 76' |
| 17                | Silva      |     |     |
| 18                | Reinoso    |     |     |
| 22                | Gutiérrez  |     |     |
| 28                | Murrillo   |     | 46' |
| 29                | Vega       |     |     |
| 30                | García     |     |     |
| Director Técnico: |            |     |     |
| Enrique Meza      |            |     |     |

- Datos: Q3534526